# Siemens Energy
Siemens Energy (prononcé : /ˈziːmɛns ˈenədʒi/) est une multinationale allemande spécialisée dans la fabrication de centrales électriques notamment thermiques mais également renouvelables via sa participation dans Siemens Gamesa. Elle est indépendante de son ancienne société mère Siemens AG (qui en détient 17,11 %), depuis une scission progressive depuis 2020. 
Elle est également présente dans la fabrication d'éléments présents pour le transport d’énergie ou encore pour l'exploitation, la transformation et le transport du pétrole et du gaz. 

## Histoire

### 2008: l'une des quatre grandes divisions de Siemens
Le 1er janvier 2008, Siemens Energy est fondé en tant qu'une des quatre grandes divisions de Siemens. Au cours de l’exercice 2013, Siemens Energy a réalisé un chiffre d’affaires de 26,6 milliards d'euros environ avec des effectifs de 83 500 employés.

### 2020: scission de Siemens, introduction en bourse de la division Energy
Fin septembre 2020, Siemens annonce la scission de sa division Energy dans une introduction en bourse d'une participation de 55 % qui a une valeur de l'ordre de 17 milliards d'euros. Au moment de cette scission, la filiale compte 91 000 employés. Siemens annonce qu'il souhaite à terme ne garder qu'une participation de 25 %.
En février 2021, Siemens Energy annonce la suppression à l'horizon 2025 de 7 800 postes, dont 3 000 situés en Allemagne et 1 700 aux États-Unis, principalement liées à ces turbines à combustion.

### 2022: acquisition de la totalité de Siemens Gamesa
En 2022, Siemens Energy annonce l'acquisition de la participation de 37 % qu'il ne détient pas dans Siemens Gamesa pour 4,05 milliards d'euros.
En juin 2023, la branche éoliennes du géant allemand fait chuter Siemens Energy en bourse de près de 40 % en une séance, d'importants problèmes techniques sur le parc terrestre inquiétant les investisseurs. Cette chute fait suite à la publication d’un communiqué dans lequel le groupe installé Munich fait état d’un « taux de défaillance significativement accru » de composants d’éoliennes.
Début août 2023, l’entreprise affiche un déficit net de 2,9 milliards d’euros. La division, spécialisée dans les éoliennes, est alors responsable d’une perte majeure révélée lors de la publication des résultats du troisième trimestre de son exercice décalé. En dépit du fait que ses commandes ont plus que doublé (7,4 milliards d’euros au 30 juin contre 3,5 milliards un an plus tôt), Gamesa affiche une baisse de 12 % de ses revenus à 2 milliards d’euros. L’excédent brut d'exploitation (Ebitda) avant éléments exceptionnels de ce pôle est en perte de 2,55 milliards d’euros, dont 1,6 milliard est relié aux problèmes des éoliennes, ce qui affecte fortement les résultats de Siemens Energy.
En novembre 2023, le gouvernement fédéral allemand accorde à Siemens Energy une garantie de 7,5 milliards d'euros dans le cadre d'un plan de sauvetage de 15 milliards d'euros de garanties bancaires, financé par l'État fédéral, des banques privées ainsi que par la vente par Siemens de parts dans une coentreprise formée en Inde. La société mère Siemens AG couvrira une garantie de 1 milliard d'euros.

## Divisions
Siemens Energy Sector est constitué de cinq divisions,. 
- Power Generation : produits destinés à la production d’électricité à partir d’énergies fossiles, produits pour l’industrie pétrolière et gazière  - Directeur : M. Roland Fischer.
- Energy Service : prestations de service dans le domaine de l’énergie – Directeur : M. Randy Zwirn.
- Power Transmission : transport de l’énergie – Directeur : Jan Mrosik.
- Wind Power : centrales éoliennes pour parcs offshore et onshore – Directeur : M. Markus Tacke.

## Produits
- Production d’électricité à partir d’énergies fossiles : centrales au gaz, centrales à cycle combiné et centrales à vapeur.
- Composants tels que turbines à gaz, turbines à vapeur, alternateurs et compresseurs.
- Production d’électricité à partir de sources d’énergie renouvelables : énergie éolienne et énergie hydroélectrique.

- Contrôle-commande, électrotechnique et TI pour centrales électriques.
- Solutions de service pour centrales électriques et leurs systèmes de contrôle-commande, y compris activités de formation et de conseil.
- Maintenance des composants : turbines à gaz, turbines à vapeur et compresseurs d’application industrielle.
- Division Oil and Gas :
  - pour l’industrie pétrolière et gazière : solutions permettant d’augmenter la pression des champs pétrolifères et gaziers (compression des gisements épuisés), applications complètes pour oléoducs et gazoducs, plates-formes flottantes d’extraction, de stockage et de déchargement (FPSO), et raffineries.
  - pour l’industrie de type process : produits standard, trains de compression modulaires et fabriqués sur mesure.
  - pour les industries et municipalités productrices d’électricité : turbines à gaz industrielles, turbines à vapeur compactes, systèmes de cogénération, turbines à vapeur pour centrales solaires thermiques.
- Division Power Transmission : produits et solutions de distribution haute tension, postes de transformation et transformateurs de puissance clé en main, technique de transport d’électricité en courant continu haute tension (CCHT).

## Actionnariat
| Entité                               | Part    |
| ------------------------------------ | ------- |
| Siemens AG                           | 17,11 % |
| Siemens Pension Trust EV             | 9,97 %  |
| UBS Asset Management UK Ltd.         | 3,34 %  |
| DWS Investment GmbH                  | 3,06 %  |
| Famille Siemens                      | 3 %     |
| JPMorgan Investment Management Inc.  | 1,6 %   |
| Amundi Asset Management SA           | 0,49 %  |
| Niche Asset Management Ltd.          | 0,16 %  |
| AG2R La Mondiale Gestion d'Actifs SA | 0,13 %  |

## Prises de position
En mai 2024 et à un mois des élections européennes, le « patron » de Siemens ainsi que ceux d'une trentaine d'entreprises allemandes, signent une tribune contre l'extrême-droite, représentée par le parti Alternative pour l'Allemagne (AfD) dont les intentions de vote montent dans les sondages. Selon Christian Bruch, PDG de Siemens Energy, « l'isolement, l'extrémisme et la xénophobie sont un poison pour les exportations allemandes et pour l'emploi ici en Allemagne ». Les entreprises signataires entendent également organiser des ateliers, des réunions publiques et des forums en interne.